# 彭氏胶盘耳
彭氏胶盘耳（学名：Guepiniopsis pengiana）是属于花耳目花耳科胶盘耳属的一种真菌，生长在冷杉朽木上。该种分布于中国。